# Obwód tambowski

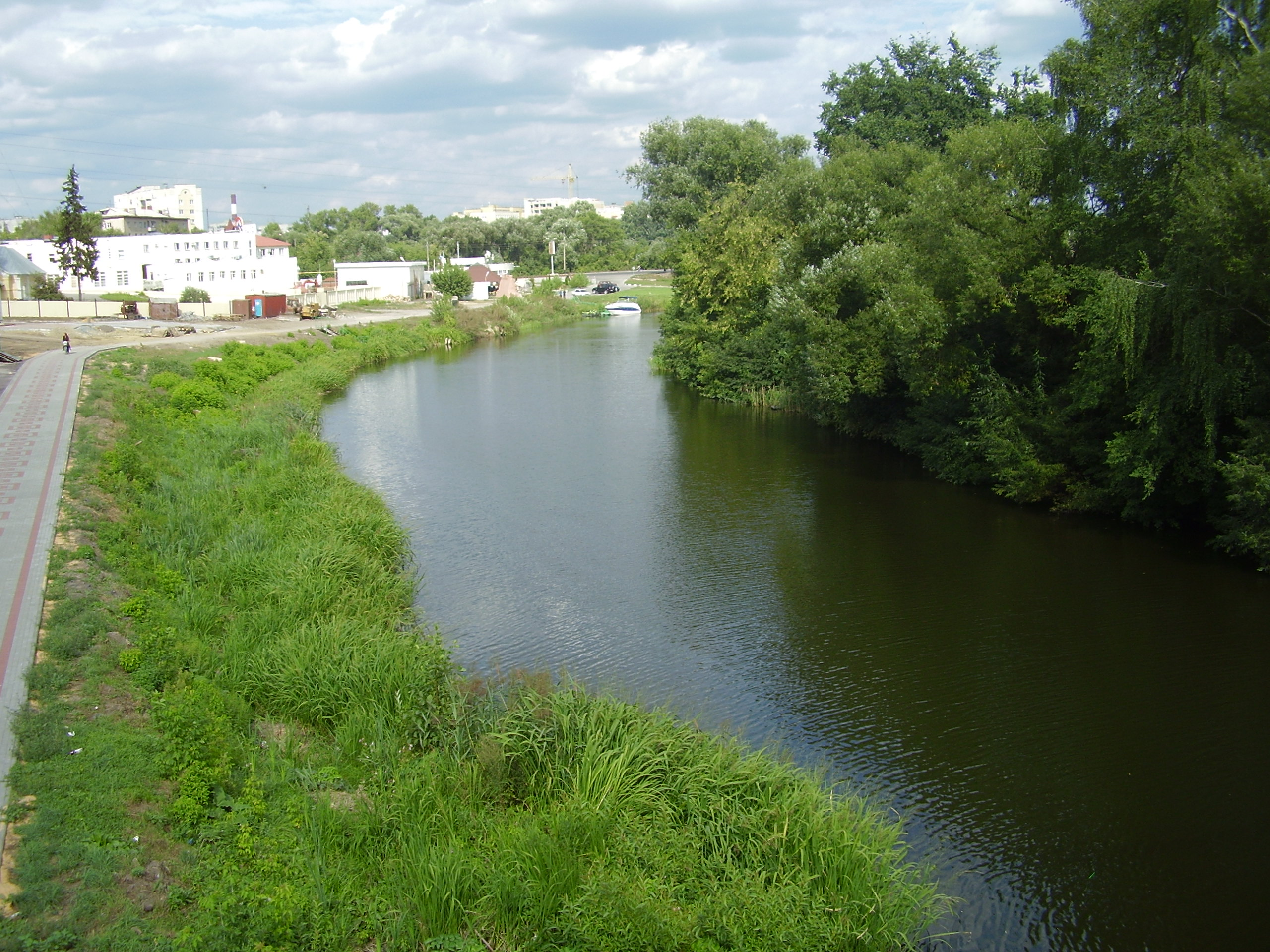
rzeka Cna w stolicy regionu – Tambowie

Obwód tambowski (ros. Тамбовская область) – jednostka administracyjna Federacji Rosyjskiej.

## Geografia

### Położenie i powierzchnia
Obwód tambowski leży w zachodniej części Rosji, w południowej części Niziny Wschodnioeuropejskiej, w środkowej części obniżenia Ocko-Dońskiego.
Obwód zajmuje obszar 34,5 tys. km², co stanowi ok. 0,2% powierzchni Federacji Rosyjskiej.
78,9% całego obszaru regionu zajmują tereny wykorzystywane rolniczo, a 8,8% lasy. Resztę stanowią lasostepy, stepy, wody i nieużytki.

### Strefa czasowa
Obwód tambowski należy do moskiewskiej strefy czasowej (MSK). UTC +3:00 przez cały rok. Wcześniej, przed 27 marca 2011 roku, obowiązywał czas standardowy (zimowy) strefy UTC+3:00, a czas letni – UTC+4:00.

### Rzeźba terenu
Teren obwodu ma charakter łagodnie pofałdowanej równiny, o średniej wysokości bezwzględnej ok. 150 m n.p.m. Najwyższy punkt wznosi się na wysokość 219 m. Krajobraz wykazuje silny wpływ lodowca – występują tutaj m.in. liczne jary, wąwozy i parowy.

### Klimat
Na terenie regionu panuje klimat umiarkowany ciepły typu kontynentalnego. Charakteryzuje się on ciepłym latem i chłodną zimą. Średnia temperatura stycznia to ok. (zależnie od rejonu) –11,5 °C, zaś lipca ok. +20 °C. Najwyższa zanotowana w stolicy regionu – Tambowie temperatura to +38 °C, zaś najniższa – –37 °C. Średnia temperatura roczna to +5,1 °C.
Okres wegetacyjny trwa średnio 189 dni. W regionie istnieje dość duże zróżnicowanie jeśli chodzi o poziom opadów; ich wielkość waha się od 350 do 700 mm/rok; zdecydowana większość tej liczby przypada na ciepła połowę roku.
Dominują wiatry południowe i południowo-zachodnie, rzadziej północno-zachodnie. Ich średnia prędkość to 3,4 m/s.
Średnia roczna wilgotność powietrza – 75%.

### Hydrografia

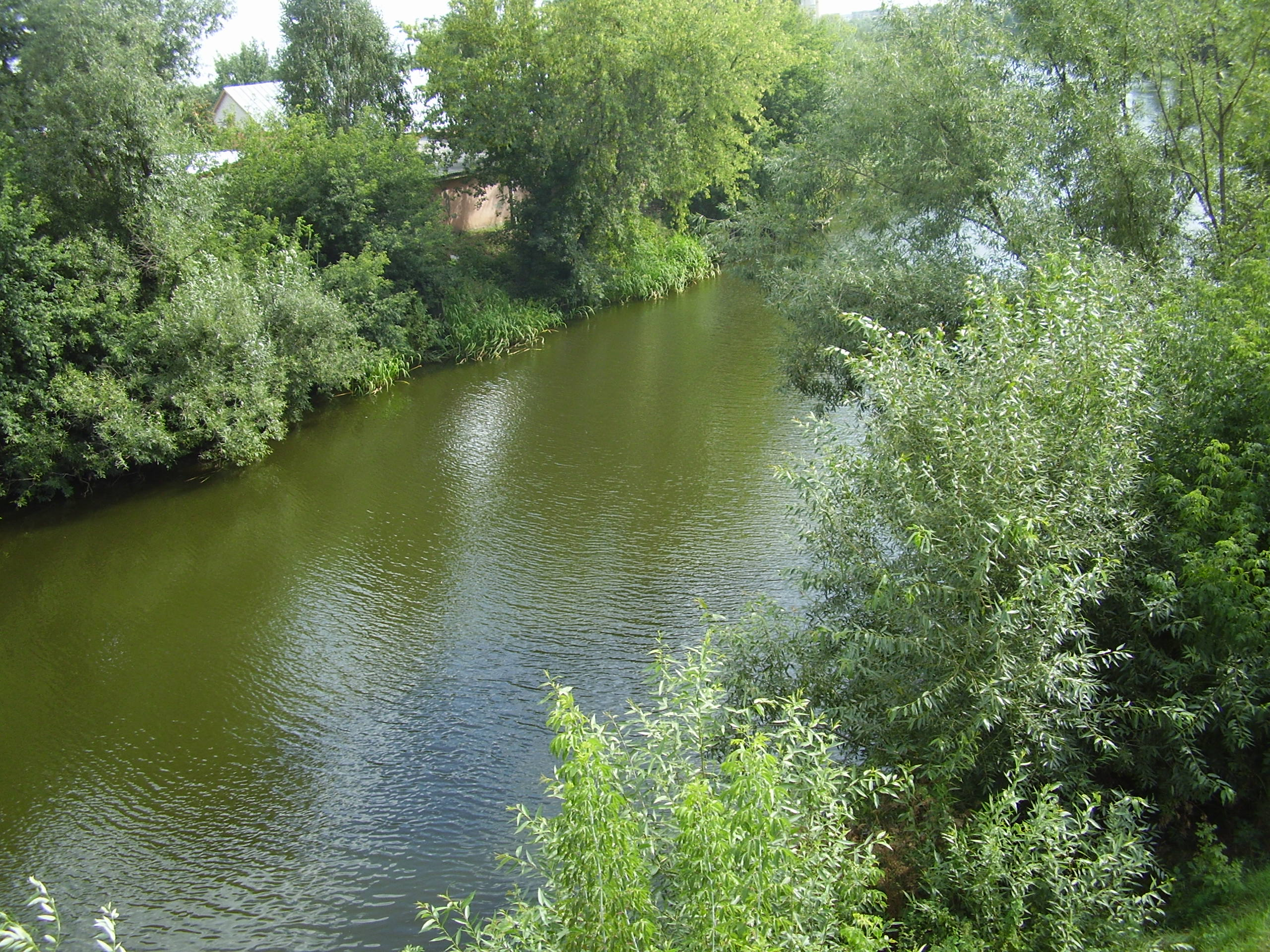
rzeka Cna

Przez teren obwodu płynie 1398 rzek i strumieni, spośród których tylko 8 ma więcej niż 100 km długości. Rzeki te należą do zlewisk Morza Czarnego (za pośrednictwem rzek wpadających do Donu) i Morza Kaspijskiego (poprzez dopływy Wołgi, zaś łączna długość wszystkich cieków wodnych na terenie obwodu wynosi 9111 km. Najważniejszymi rzekami są: należąca do dorzecza Wołgi Cna, oraz – należące do dorzecza Donu – Worona, Bitiug, Woroneż i Sawała. Do sieci hydrologicznej obwodu należy także ok. 900 sztucznych zbiorników wodnych, w których średnio zgromadzonych jest ok. 534,5 mln m³ wody.

### Gleby
Dominującym typem gleb w regionie są czarnoziemy typu stepowego. Zajmują one blisko 3/4 całego obwodu w tym aż 87% powierzchni gruntów ornych. Na wschodzie obwodu jest także wiele szarych gleb leśnych. W dolinach rzecznych oraz parowach i jarach przeważają gleby ługowo-czarnoziemowe oraz torfowo-bagienne.

### Świat roślinny
Obwód tambowski pod względem dominujących formacji roślinnych położony jest w strefie lasostepów, co oznacza, iż – w zależności od warunków terenowych i hydrologicznych – obszary stepowe przeplatały się z leśnymi. Obecnie zdecydowana większość obszaru niegdyś stepowego pozbawiona jest swej pierwotnej roślinności i wykorzystywana jest pod zasiewy. Na nielicznych pozostałych obszarach stepowych i półstepowych dominują różne gatunki traw, roślin zielnych oraz rzadkie krzewy i pojedyncze drzewa. Lasy liściaste i mieszane zajmują tylko 8,8% powierzchni regionu (ok. 300 tys. ha). Dominującymi gatunkami są: sosna, dąb, klon, lipa, jesion, brzoza i osika.
Na obszarze obwodu utworzony został chroniony obszar przyrodniczy – „Rezerwat Woroniński”.

### Fauna
Na obszarze regionu żyje fauna typowa zarówno dla obszarów leśnych, jak i stepowych. Wymienić tutaj można m.in. zające szaraki, lisy, tchórze oraz liczne gatunki gryzoni.

## Gospodarka
Produkt krajowy brutto obwodu tambowskiego wynosi 64,5 mld rubli (2005), co daje średnio 56,7 tys. rubli/os.

### Surowce mineralne
Na terenie obwodu zlokalizowano ok. 700 miejsc, gdzie znajdują się złoża różnych surowców, aczkolwiek nie we wszystkich z tych miejsc jest obecnie prowadzone wydobycie. W sumie w regionie jest 13 różnych rodzajów bogactw naturalnych. W chwili obecnej eksploatacja dotyczy 8 z nich.
Wśród bogactw regionu znajdują się m.in. piaski tytanowe i cyrkonowe, fosforyty, torf, sapropel, materiały budowlane oraz wody zmineralizowane.
Wydobycie kopalin, ma – w zależności od rodzaju i wielkości złoża – znaczenie dla gospodarki całego kraju, lub tylko regionalne, niemniej jednak ich istnienie wpływa na podniesienie gospodarczej konkurencyjności regionu.
Największym skupiskiem tego typu bogactw są złoża „centralne” (ros. Месторождение «Центральное»), w rejonie rasskazowskim, gdzie, według szacunków znajduje się ok. 887 mln m³ minerałów, takich jak ilmenit, rutyl i piaski cyrkonowe z 4% zawartością tego metalu oraz niewielką domieszką złota.
Na terenie obwodu znajduje się 38 ujęć wód podziemnych o łącznej wydajności 924,4 tys. m³/dobę. Część z nich to ujęcia wód mineralnych (głównie dewońskich), o dość wysokiej zawartości minerałów (także bromu).

### Przemysł
Na terenie obwodu istnieje rozwinięty przemysł maszynowy, produkujący m.in. sprzęt dla potrzeb przemysłu chemicznego i lekkiego, elementy i części zamienne do samochodów i traktorów, lodówki i zamrażarki, oraz inne drobne narzędzia. Ponadto funkcjonują zakłady z branży spożywczej, jak cukrownie, zakłady mięsne, mleczarskie, zbożowo-mączne, fabryki konserw oraz przedsiębiorstwa należące do przemysłu lekkiego i chemicznego.

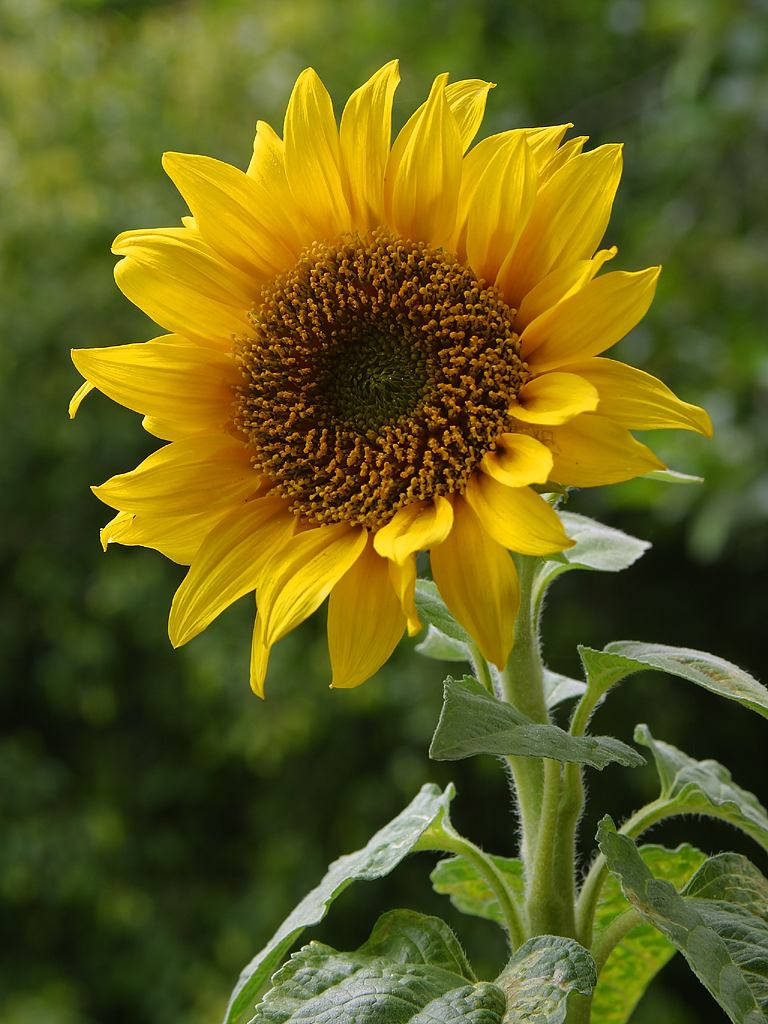
słonecznik – jedna z ważniejszych roślin uprawnych w regionie

### Rolnictwo
Region posiada bardzo korzystne pod względem klimatycznym i glebowym warunki do rozwoju rolnictwa. Grunty orne stanowią 78,9% całej powierzchni obwodu. Uprawiane są zboża (głównie pszenica), buraki cukrowe, słoneczniki, warzywa, w tym ziemniaki, i inne. Istnieje także uprawa roślin owocowych.
Chów zwierząt nastawiony jest na produkcję o kierunku mleczno-mięsnym.

### Transport

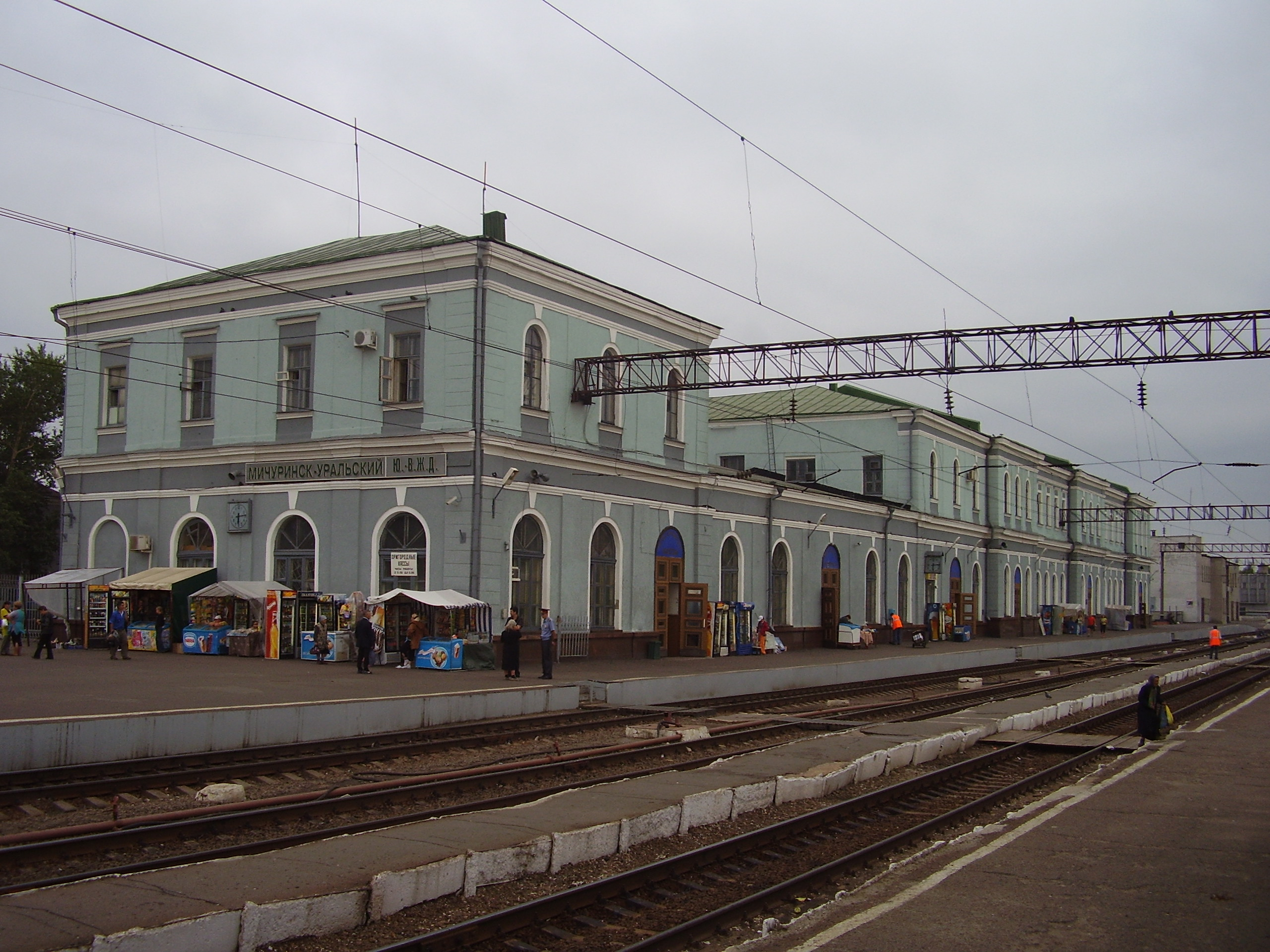
stacja kolejowa w Miczuryńsku

Na terenie obwodu, w jego zachodniej części znajduje się ważna linia kolejowa; ponadto istnieje tutaj wiele drugorzędnych szlaków kolejowych.
Główną trasą kołową jest droga M-6 „Krasnyj”, łącząca teren obwodu z sąsiednimi regionami. Innym ważnym szlakiem jest trasa M-5 „Ural”.
Na terenie regionu istnieją także lokalne lotniska.
Przez obszar obwodu przebiegają rurociągi transportujące gaz i ropę, m.in. rurociąg naftowy „Przyjaźń” oraz gazociąg łączący Uriengoj z Użhorodem.

## Demografia

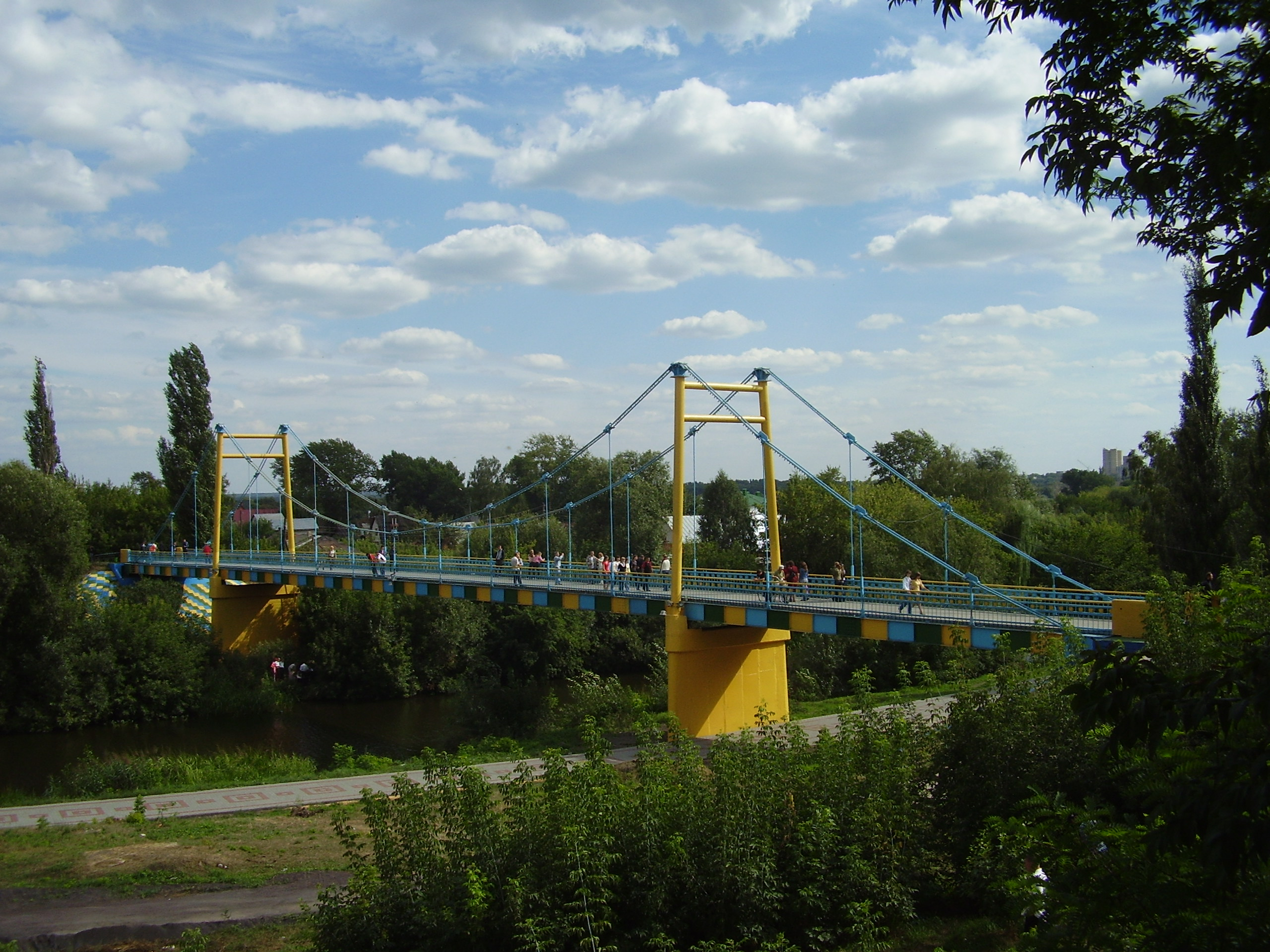
Most na Cnie w Tambowie

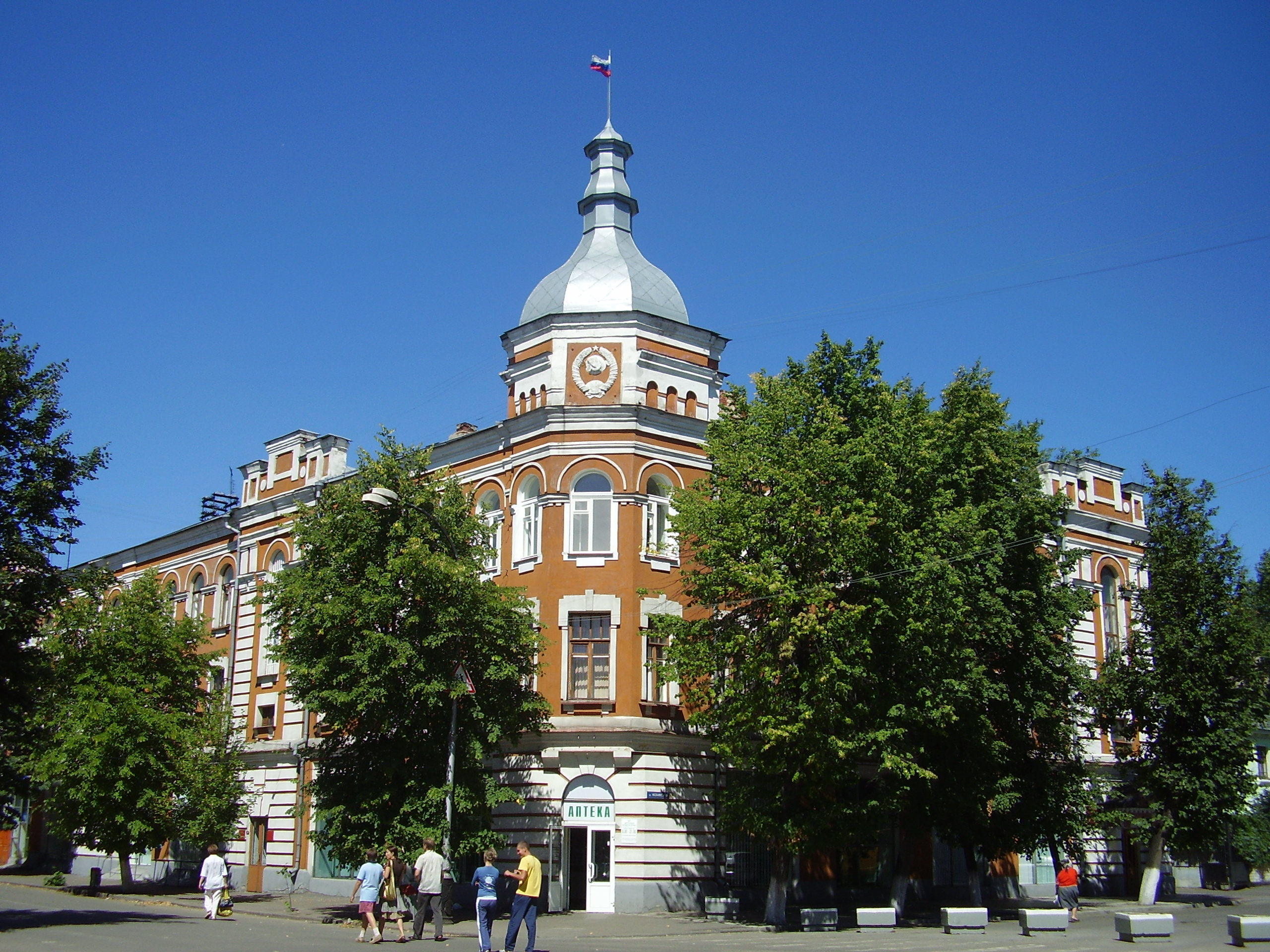
Miczuryńsk – budynek władz miasta

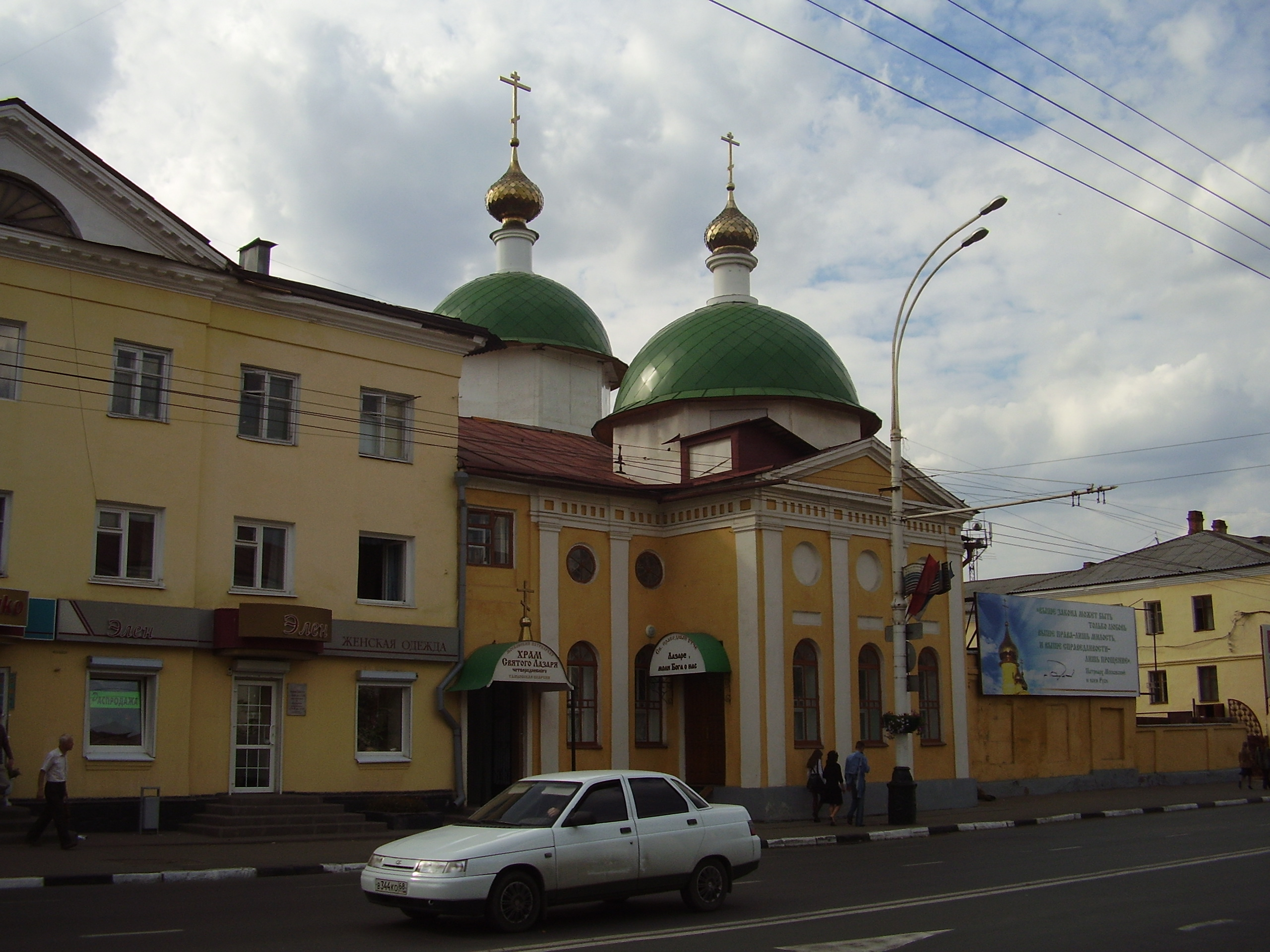
Cerkiew św. Łazarza w Tambowie

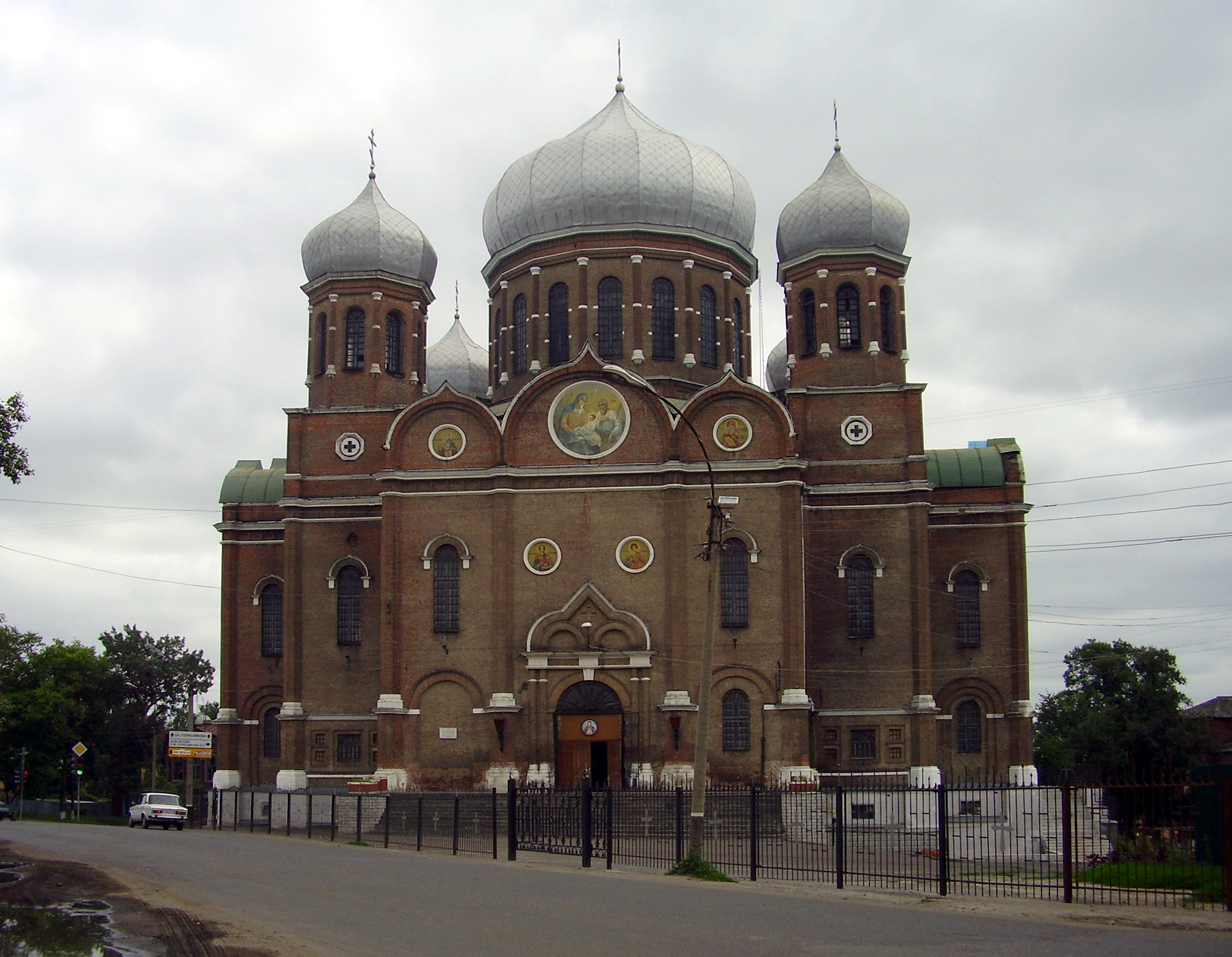
Sobór Bogolubskiej Ikony Matki Bożej w Miczuryńsku

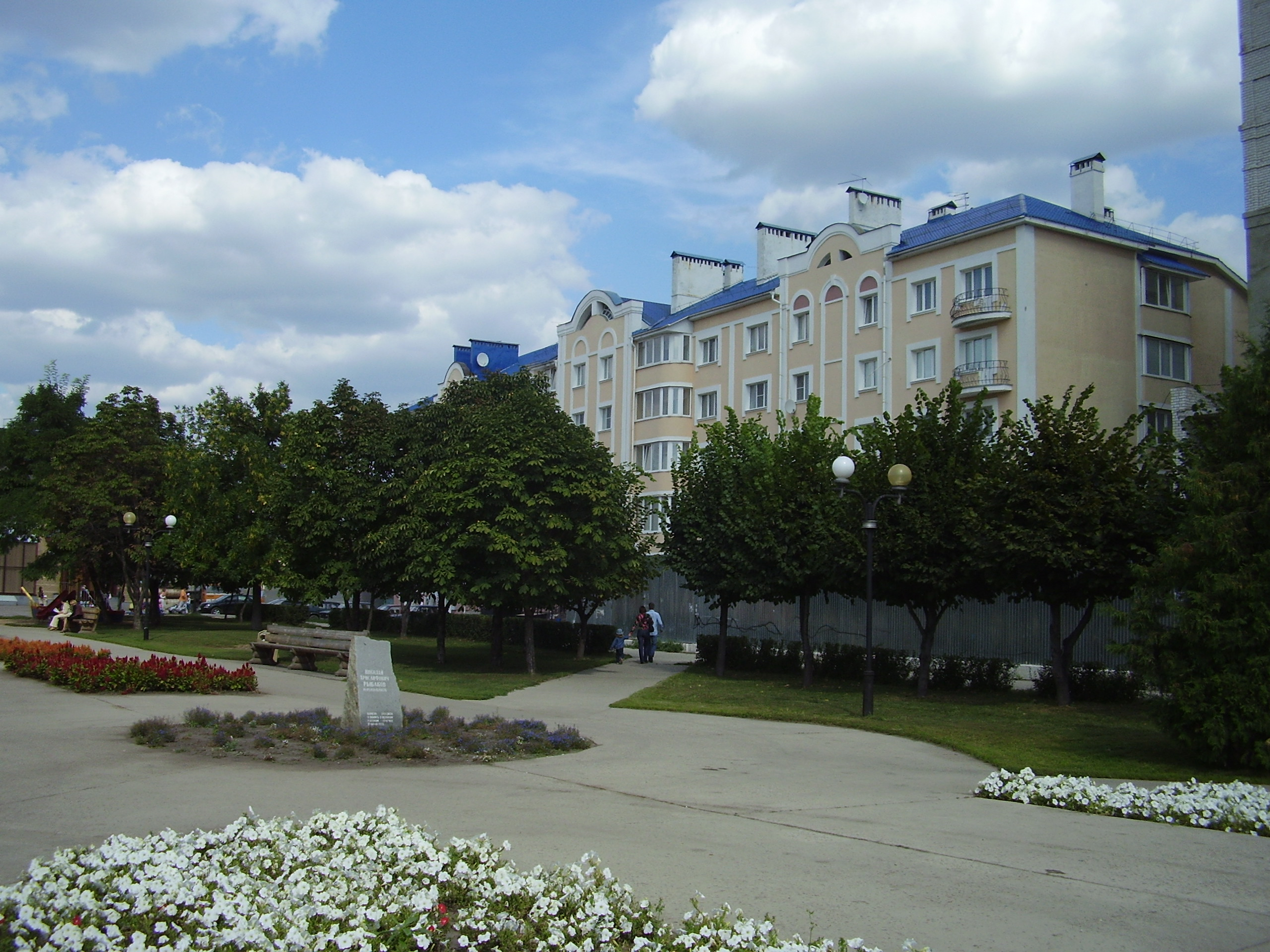
Tambow

W obwodzie mieszka 994 420 ludzi, 611 901 żyje w miastach, 382 519 na terenach wiejskich (2021).
W 2006 obwód tambowski zamieszkany był przez 1130,4 tys. osób. Gęstość zaludnienia wynosi średnio 32,8 os./km², zaś poziom urbanizacji sięga 57,6%.
Liczba mieszkańców obwodu, podobnie jak liczba mieszkańców całej Rosji, systematycznie spada. W 2005 r. żyło tutaj 1 144 800 osób (szacunkowo), podczas gdy jeszcze w 2002 – 1 178 443 (dane spisowe), a w 1989 1 320 763 (dane spisowe).

### Narodowości
Narodowy skład populacji:
(wymieniono tylko narody liczące powyżej tysiąca przedstawicieli; dane według wyników spisu powszechnego z 2002)
| naród       | liczebność (w tys.) |
| ----------- | ------------------- |
| Rosjanie    | 1136,9              |
| Ukraińcy    | 10,8                |
| Ormianie    | 4,3                 |
| Cyganie     | 3,0                 |
| Tatarzy     | 2,7                 |
| Białorusini | 2,4                 |
| Azerowie    | 2,3                 |
| Niemcy      | 1,1                 |
| Jezydzi     | 1,0                 |

## Miasta i osiedla typu miejskiego
Na terenie obwodu tambowskiegoo znajduje się 8 miast i 12 osiedli typu miejskiego

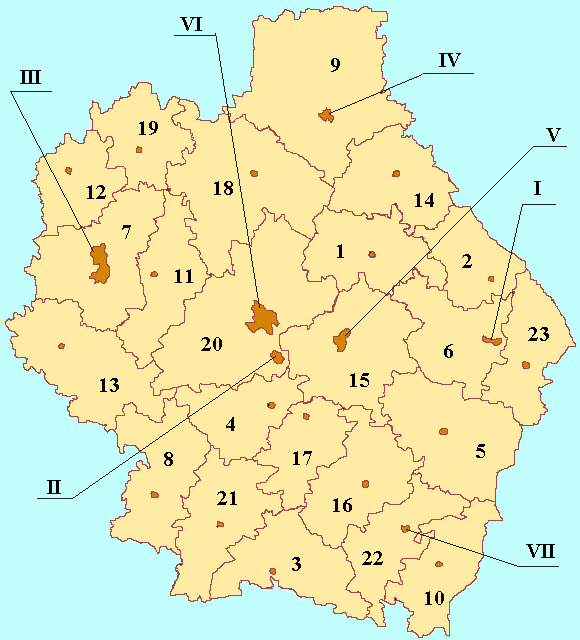
Podział administracyjny obwodu tambowskiego

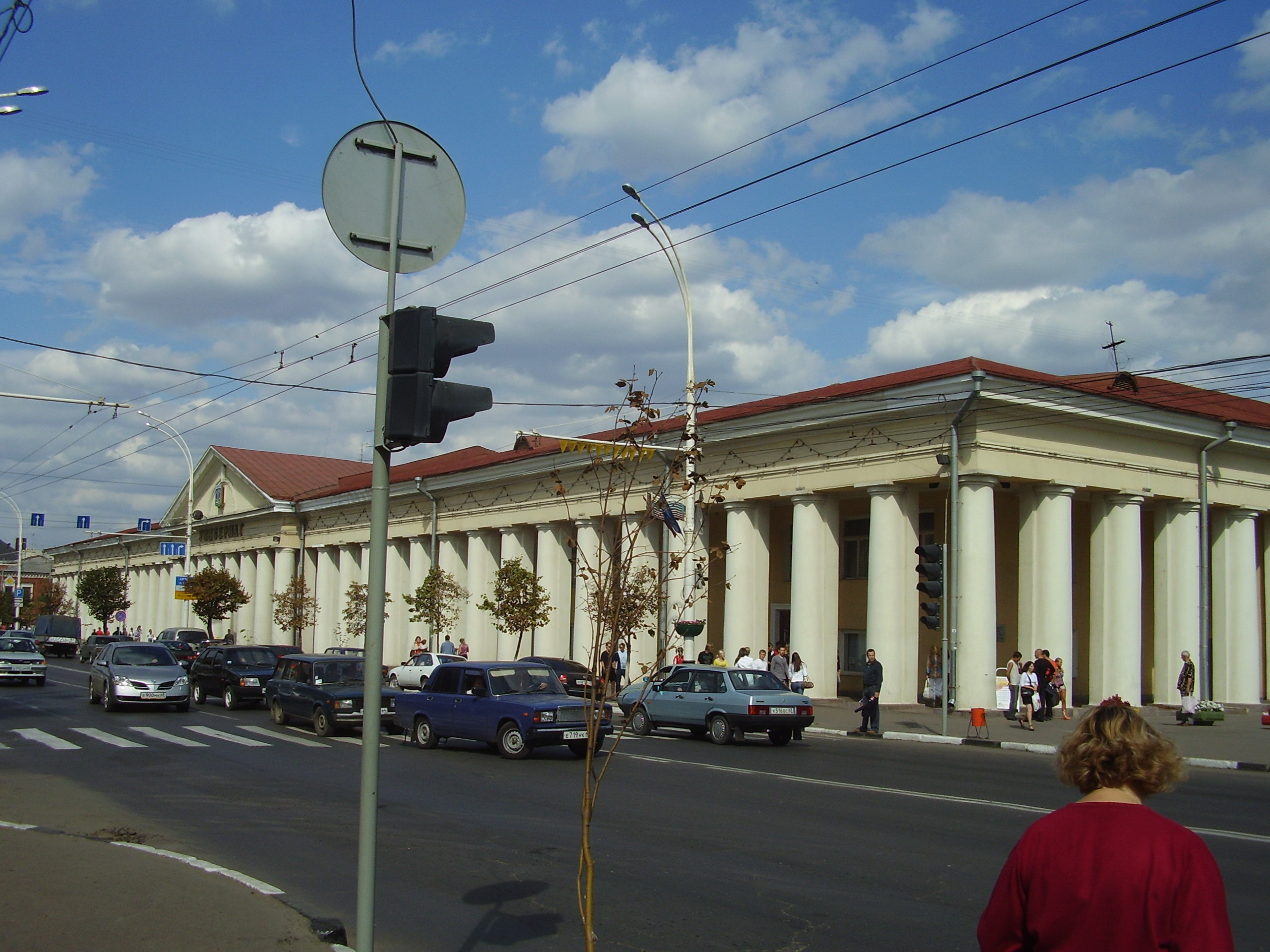
supersam w Tambowie

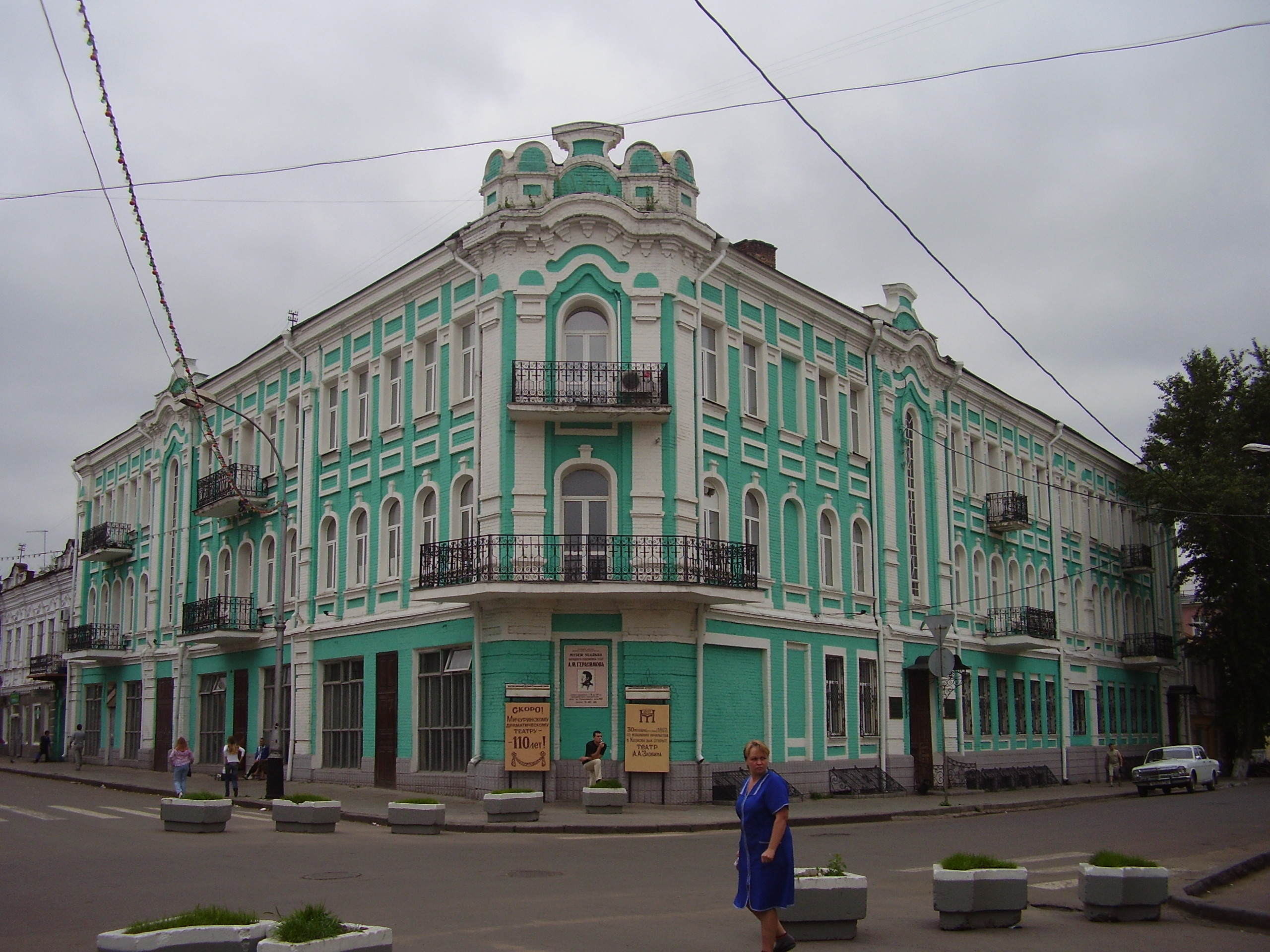
Szkoła pedagogiczna Miczuryńsku

| Nazwa           | Nazwa rosyjska | Liczba mieszkańców (1 stycznia 2006) |
| --------------- | -------------- | ------------------------------------ |
| Dmitrijewka1)   | Дмитриевка     | 9 035                                |
| Inżawino1)      | Инжавино       | 10 210                               |
| Kirsanow        | Кирсанов       | 18 365                               |
| Kotowsk         | Котовск        | 32 955                               |
| Miczuryńsk      | Мичуринск      | 91 928                               |
| Mordowo1)       | Мордово        | 6 894                                |
| Morszansk       | Моршанск       | 42 736                               |
| Muczkapskij1)   | Мучкапский     | 7 773                                |
| Nowaja Lada1)   | Новая Ляда     | 5 089                                |
| Nowopokrowka1)  | Новопокровка   | 2 100                                |
| Pierwomajskij1) | Первомайский   | 13 282                               |
| Rasskazowo      | Рассказово     | 45 007                               |
| Rżaksa1)        | Ржакса         | 5 609                                |
| Żerdiewka       | Жердевка       | 15 900                               |
| Znamienka1)     | Знаменка       | 8 785                                |
| Sosnowka1)      | Сосновка       | 10.638                               |
| Tambow          | Тамбов         | 284 502                              |
| Tokariewka1)    | Токаревка      | 7 428                                |
| Umiet1)         | Умет           | 4 828                                |
| Uwarowo         | Уварово        | 27 888                               |

1) osiedle typu miejskiego

## Podział administracyjny
Obwód tambowski podzielony jest na 23 rejony. Największe miasta nie wchodzą w skład tego podziału i stanowią miasta wydzielone na prawach rejonu.
Uwaga: numeracja okręgów (rzymska i arabska) odpowiada numerom, jakimi zaznaczone są one na mapie

### Okręgi miejskie
- Kirsanow (I)
- Kotowsk (II)
- Miczuryńsk (III)
- Morszansk (IV)
- Rasskazowo(V)
- Tambow (VI)
- Uwarowo (VII)

### Rejony
1. Bondarski (ros. Бондарский район)
2. Gawriłowski (ros. Гавриловский район)
3. Żerdiewski (ros. Жердевский район)
4. Znamieński (ros. Знаменский район)
5. Inżawiński (ros. Инжавинский район)
6. Kirsanowski (ros. Кирсановский район)
7. Miczuriński (ros. Мичуринский район)
8. Mordowski (ros. Мордовский район)
9. Morszański (ros. Моршанский район)
10. Muczkapski (ros. Мучкапский район)
11. Nikiforowski (ros. Никифоровский район)
12. Pierwomajski (ros. Первомайский район)
13. Pietrowski (ros. Петровский район)
14. Piczajewski (ros. Пичаевский район)
15. Rasskazowski (ros. Рассказовский район)
16. Rżaksiński (ros. Ржаксинский район)
17. Sampurski (ros. Сампурский район)
18. Sosnowski (ros. Сосновский район)
19. Starojuriewski (ros. Староюрьевский район)
20. Tambowski (ros. Тамбовский район)
21. Tokariewski (ros. Токаревский район)
22. Uwarowski (ros. Уваровский район)
23. Umiotski (ros. Умётский район)

## Władza i administracja

herb obwodu tambowskiego

Gubernatorem obwodu jest od 1995 r. Bietin Iwanowicz. Gubernator jest organem władzy wykonawczej i stoi na czele lokalnej administracji.
Lokalnym organem prawodawczym jest miejscowa Duma, złożona z 50 posłów. Połowę z nich wybiera się w okręgach jednomandatowych, a połowa wchodzi z list partyjnych. Obecny skład dumy ustalony został w wyborach z 18 grudnia 2005 i bezwzględną większość miejsc (28) obsadzili w niej deputowani z partii Jedna Rosja, która uzyskała 40,52% głosów. Ponadto do dumy weszli jeszcze przedstawiciele Komunistycznej Partii Federacji Rosyjskiej, która zdobyła poparcie 19,95% wyborców i wprowadziła 10 posłów, oraz Liberalno-Demokratycznej Partii Rosji (9,7% głosów i 4 przedstawicieli). Z jednomandatowych okręgów wybrano ponadto po 2 przedstawicieli partii Rodina i Agrarnej Partia Rosji oraz 4 posłów niezależnych.

## Historia

### Historia ziemi tambowskiej

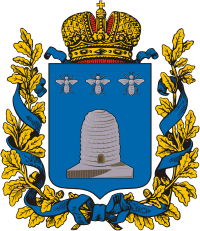
Herb guberni tambowskiej

Obszar dzielniejszego obwodu od czasów przedhistorycznych zamieszkiwały plemiona ugrofińskie. Około VI wieku n.e. uformowały się one w narodowość mordwińską (Mordwini-Moksza), której zasięg w owym okresie był znacznie szerszy niż obecnie. Pierwsi ruscy osadnicy pojawili się tutaj jeszcze przed najazdem Mongołów na Ruś. Najazd ów zahamował i spowolnił ekspansję Rusi, także w rejonie dzisiejszego obwodu tambowskiego. Ostatecznie jednak do pierwszej połowy XVII wieku Rosjanie opanowali kraj. Rdzenni mieszkańcy regionu – Mordwini wraz z podbijaniem kolejnych ziem przez Rosję uchodzili na wschód. Po opanowaniu regionu władze carskie zbudowały w regionie kilka twierdz, mających chronić południe Rosji przed najazdami Tatarów: Kozłow (1635) i Tambow (1636). Ich powstanie zabezpieczyło region i umożliwiło zasiedlenie dzisiejszego obwodu przez kolejnych osadników. W tym mniej więcej okresie ostatni żyjący tutaj jeszcze Mordwini zostali zasymilowani lub wyparci.
W 1796 na obszarze regionu utworzono gubernię tambowską. Obejmowała ona 66,5 tys. km² powierzchni, tj. obszar blisko dwukrotnie większy teren niż dzisiejszy obwodu (34,5 tys. km²). Gubernia ta prawie bez zmian obszaru przetrwała do 1928, kiedy to została zlikwidowana, a jej tereny włączone w skład obwodu środkowo-czarnoziemnego.
Podczas rewolucji październikowej i wojnie domowej, która po niej nastąpiła, ówczesna gubernia tambowska była bastionem sił walczących z komunistami. Silny opór miejscowych chłopów przekształcił się w największe w Rosji powstanie ludowe przeciw bolszewikom i spowodował masowe represje; dla szybszego stłumienia zbrojnego oporu wobec władzy bolszewików Armia Czerwona pod dowództwem Michaiła Tuchaczewskiego na rozkaz Lenina użyła wobec mieszkańców guberni gazów bojowych. W sumie wyniku walk oraz represji wobec przeciwników (w tym obozów koncentracyjnych dla podejrzanych o sprzyjanie powstańcom) zginąć mogło nawet ćwierć miliona ludzi.

### Utworzenie obwodu
Obwód tambowski utworzono 27 września 1937.

### Osoby związane z regionem
- Gawriił Dierżawin – poeta, namiestnik regionu w latach (1786-88).
- Jewgienij Baratynski (1800-1844) – poeta
- Aleksiej Wierstowski (1799-1862) – kompozytor
- Aleksander Łodygin (1847-1923) – elektrotechnik i wynalazca
- Iwan Minajew – indolog
- Boris Cziczerin (1828-1904) – historyk i filozof
- Iwan Miczurin (1855-1935) – hodowca i sadownik, członek Akademii Nauk ZSRR
- Wasilij Agapkin (1884–1964), kompozytor i dyrygent

## Symbole obwodu
Herb obwodu tambowskiego jest nieznacznie zmodyfikowaną wersją herbu guberni tambowskiej, który z kolei nawiązywał do herbu miasta Tambow – stolicy regionu.
Flaga regionu przedstawia herb obwodu umieszczony na płótnie w barwach herbu.

## Tablice rejestracyjne
Tablice pojazdów zarejestrowanych w obwodzie tambowskim mają oznaczenie 68 w prawym górnym rogu nad flagą Rosji i literami RUS.